# Henrik Bellman
Henrik Bellman (24 maart 1999) is een Zweeds voetballer die sinds januari 2023 uitkomt voor RSC Anderlecht.

## Clubcarrière
Bellman ruilde in 2015 de jeugdopleiding van HIF Akademi voor die van FC Kopenhagen. In de zomer van 2018 verhuisde hij naar de Zweedse eersteklasser Östersunds FK, die hem in 2019 uitleende aan de Noorse derdeklasser Levanger FK.
Op 12 januari 2023 kondigde RSC Anderlecht aan dat het Bellman voor de rest van het seizoen had vastgelegd voor de RSCA Futures, het tweede elftal van de club in Eerste klasse B.

## Interlandcarrière
Bellman nam in 2016 met Zweden –17 deel aan het EK –17 in Azerbeidzjan. Zweden werd er groepswinnaar in een groep met Denemarken, Engeland en Frankrijk, maar sneuvelde in de kwartfinale tegen Nederland. Ook latere internationals als Mattias Svanberg en Pontus Dahlberg werden voor dit toernooi geselecteerd.